# SN 2004L
SN 2004L – supernowa typu Ia odkryta 21 stycznia 2004 roku w galaktyce M+03-27-38. W momencie odkrycia miała maksymalną jasność 16,90m.